# Copa del Rey de fútbol 1987-88
La Copa del Rey de Fútbol 1987-88 fue la edición número 84 de dicha competición española. Contó con la participación de 154 equipos.

## Primera ronda

### Cuadro
| Equipo 1                         | Agr.       | Equipo 2                        | Ida | Vuelta |
| -------------------------------- | ---------- | ------------------------------- | --- | ------ |
| C. D. Cristo Olímpico            | 3-1        | Racing Lermeño C. F.            | 1-1 | 2-0    |
| U. D. C. Chantrea                | 4-1        | C. D. Calahorra                 | 2-0 | 2-1    |
| C. D. Cox                        | 0-3        | Lorca Deportiva                 | 0-0 | 0-3    |
| C. F. Sporting Mahonés           | 0-2        | U. D. Poblense                  | 0-2 | 0-0    |
| C. D. Badía-Cala Millor          | 3-2        | R. C. D. Mallorca Atlético      | 2-1 | 1-1    |
| S. D. Lemona                     | 0-1        | San Sebastián C. F.             | 0-0 | 0-1    |
| Real Ávila C. F.                 | (pen.) 2-2 | S. D. Ponferradina              | 2-0 | 0-2    |
| S. C. D. Durango                 | 3-3 (pen.) | C. D. Basconia                  | 3-1 | 0-2    |
| C. Atlético Osasuna Promesas     | 7-3        | C. D. Mirandés                  | 5-0 | 2-3    |
| U. P. Plasencia                  | 5-1        | C. P. Cacereño                  | 2-0 | 3-1    |
| C. D. Endesa As Pontes           | 1-2        | C. D. Lalín                     | 0-0 | 1-2    |
| C. D. Laredo                     | 1-4        | S. D. Rayo Cantabria            | 1-0 | 0-4    |
| C. D. Arenteiro                  | 1-2        | C. D. Orense                    | 1-1 | 0-1    |
| A. D. Laguna                     | 1-6        | C. D. Tenerife                  | 1-2 | 0-4    |
| C. D. Santurtzi                  | 1-2        | S. D. Eibar                     | 1-0 | 0-2    |
| C. D. Arnedo                     | 3-2        | C. D. Tudelano                  | 2-1 | 1-1    |
| A. D. Parla                      | 3-7        | C. D. Pegaso                    | 2-1 | 1-6    |
| Getafe C. F.                     | 2-1        | U. B. Conquense                 | 1-0 | 1-1    |
| R. S. D. Alcalá                  | 2-4        | C. D. Leganés                   | 0-1 | 2-3    |
| S. D. Compostela                 | 1-3        | C. D. Lugo                      | 1-3 | 0-0    |
| Arosa S. C.                      | 1-2        | Bergantiños F. C.               | 0-0 | 1-2    |
| Sporting de Gijón Atlético C. F. | 1-1 (pen.) | Real Avilés Industrial          | 1-1 | 0-0    |
| Caudal Deportivo                 | 2-1        | U. P. Langreo                   | 1-0 | 1-1    |
| Ayrón Club                       | 1-4        | R. S. Gimnástica de Torrelavega | 1-0 | 0-4    |
| C. D. Endesa Andorra             | 3-4        | U. D. Fraga                     | 1-2 | 2-2    |
| F. C. Barcelona Aficionados      | 4-3        | C. D. Hospitalet                | 3-2 | 1-1    |
| C. Gimnàstic de Tarragona        | 4-2        | C. F. J. Mollerussa             | 4-1 | 0-1    |
| Terrassa F. C.                   | 3-1        | C. D. Júpiter                   | 2-0 | 1-1    |
| Levante U. D.                    | 5-3        | U. D. Alzira                    | 4-1 | 1-2    |
| Cultural D. Leonesa              | 1-2        | Real Burgos C. F.               | 1-0 | 0-2    |
| U. D. Melilla                    | 4-1        | Granada C. F.                   | 3-0 | 1-1    |
| C. D. Constancia                 | 2-1        | S. C. R. Peña Deportiva         | 2-1 | 0-0    |
| C. Hispano de Castrillón         | 3-2        | Club Siero                      | 2-1 | 1-1    |
| S. D. Unión Club                 | 3-5        | Santoña C. F.                   | 3-2 | 0-3    |
| Baracaldo C. F.                  | 4-2        | S. D. Amorebieta                | 1-1 | 3-1    |
| C. D. Binéfar                    | 3-2        | A. D. Sabiñánigo                | 2-0 | 1-2    |
| Moralo C. P.                     | 2-3        | Sanvicenteño F. C.              | 2-0 | 0-3    |
| U. D. Las Palmas Atlético        | 1-4        | C. D. Maspalomas                | 0-3 | 1-1    |
| Linares C. F.                    | 3-0        | Martos C. D.                    | 3-0 | 0-0    |
| Algemesí C. F.                   | 0-7        | C. F. Gandía                    | 0-3 | 0-4    |
| C. D. Olímpic                    | 3-4        | C. D. Mestalla                  | 0-2 | 3-2    |
| Villarreal C. F.                 | 3-1        | Benidorm C. D.                  | 2-0 | 1-1    |
| C. D. Eldense                    | 3-1        | C. D. Cieza                     | 3-0 | 0-1    |
| Zamora C. F.                     | 0-6        | U. D. Salamanca                 | 0-2 | 0-4    |
| C. D. Ronda                      | 3-3 (pen.) | C. P. Almería                   | 1-2 | 2-1    |
| C. Atlético Marbella             | 3-2        | Real Jaén C. F.                 | 2-1 | 1-1    |
| C. D. Utrera                     | 2-1        | Ag. D. Ceuta                    | 1-0 | 1-1    |
| Bollullos C. F.                  | 1-2        | Córdoba C. F.                   | 0-1 | 1-1    |
| Atlético Sanluqueño C. F.        | 3-4        | Betis Deportivo Balompié        | 2-1 | 1-3    |
| C. D. Atlético Baleares          | 3-3 (pen.) | S. D. Portmany                  | 1-0 | 2-3    |
| C. D. Badajoz                    | 7-3        | C. F. Extremadura               | 7-1 | 0-2    |
| Torrevieja C. F.                 | 6-4        | C. D. Torre Pacheco             | 3-2 | 3-2    |
| S. D. Tenisca                    | 1-2        | C. D. Mensajero                 | 0-1 | 1-1    |
| Sevilla Atlético C.              | 4-0        | Cádiz C. F. "B"                 | 2-0 | 2-0    |
| U. D. Barbastro                  | 4-7        | C. D. Teruel                    | 1-3 | 3-4    |

### Partidos
| Ida; 01 de septiembre de 1987 | C. D. Cristo Olímpico | 1:1 | Racing Lermeño C. F. |  |  |

| Vuelta; 09 de septiembre de 1987 | Racing Lermeño C. F. | 0:2 (Global 1:3) | C. D. Cristo Olímpico |  |  |

| Ida; 02 de septiembre de 1987 | U. D. C. Chantrea | 2:0 | C. D. Calahorra |  |  |

| Vuelta; 09 de septiembre de 1987 | C. D. Calahorra | 1:2 (Global 1:4) | U. D. C. Chantrea |  |  |

| Ida; 02 de septiembre de 1987 | C. D. Cox | 0:0 | Lorca Deportiva |  |  |

| Vuelta; 09 de septiembre de 1987 | Lorca Deportiva | 3:0 (Global 3:0) | C. D. Cox |  |  |

| Ida; 02 de septiembre de 1987 | C. F. Sporting Mahonés | 0:2 | U. D. Poblense |  |  |

| Vuelta; 09 de septiembre de 1987 | U. D. Poblense | 0:0 (Global 2:0) | C. F. Sporting Mahonés |  |  |

| Ida; 02 de septiembre de 1987 | C. D. Badía-Cala Millor | 2:1 | R. C. D. Mallorca Atlético |  |  |

| Vuelta; 09 de septiembre de 1987 | R. C. D. Mallorca Atlético | 1:1 (Global 2:3) | C. D. Badía-Cala Millor |  |  |

| Ida; 02 de septiembre de 1987 | S. D. Lemona | 0:0 | San Sebastián C. F. |  |  |

| Vuelta; 09 de septiembre de 1987 | San Sebastián C. F. | 1:0 (Global 1:0) | S. D. Lemona |  |  |

| Ida; 02 de septiembre de 1987 | Real Ávila C. F. | 2:0 | S. D. Ponferradina |  |  |

| Vuelta; 09 de septiembre de 1987 | S. D. Ponferradina | 2:0 (t. s.)(7-8 p.)(Global 2:2) | Real Ávila C. F. |  |  |

| Ida; 02 de septiembre de 1987 | S. C. D. Durango | 3:1 | C. D. Basconia |  |  |

| Vuelta; 09 de septiembre de 1987 | C. D. Basconia | 2:0 (t. s.)(3-2 p.)(Global 3:3) | S. C. D. Durango |  |  |

| Ida; 02 de septiembre de 1987 | C. Atlético Osasuna Promesas | 5:0 | C. D. Mirandés |  |  |

| Vuelta; 09 de septiembre de 1987 | C. D. Mirandés | 3:2 (Global 3:7) | C. Atlético Osasuna Promesas |  |  |

| Ida; 02 de septiembre de 1987 | U. P. Plasencia | 2:0 | C. P. Cacereño |  |  |

| Vuelta; 09 de septiembre de 1987 | C. P. Cacereño | 1:3 (Global 1:5) | U. P. Plasencia |  |  |

| Ida; 02 de septiembre de 1987 | C. D. Endesa As Pontes | 0:0 | C. D. Lalín |  |  |

| Vuelta; 09 de septiembre de 1987 | C. D. Lalín | 2:1 (Global 2:1) | C. D. Endesa As Pontes |  |  |

| Ida; 02 de septiembre de 1987 | C. D. Laredo | 1:0 | S. D. Rayo Cantabria |  |  |

| Vuelta; 09 de septiembre de 1987 | S. D. Rayo Cantabria | 4:0 (Global 4:1) | C. D. Laredo |  |  |

| Ida; 02 de septiembre de 1987 | C. D. Arenteiro | 1:1 | C. D. Orense |  |  |

| Vuelta; 09 de septiembre de 1987 | C. D. Orense | 1:0 (Global 2:1) | C. D. Arenteiro |  |  |

| Ida; 02 de septiembre de 1987 | A. D. Laguna | 1:2 | C. D. Tenerife |  |  |

| Vuelta; 08 de septiembre de 1987 | C. D. Tenerife | 4:0 (Global 6:1) | A. D. Laguna |  |  |

| Ida; 02 de septiembre de 1987 | C. D. Santurtzi | 1:0 | S. D. Eibar |  |  |

| Vuelta; 09 de septiembre de 1987 | S. D. Eibar | 2:0 (Global 2:1) | C. D. Santurtzi |  |  |

| Ida; 02 de septiembre de 1987 | C. D. Arnedo | 2:1 | C. D. Tudelano |  |  |

| Vuelta; 09 de septiembre de 1987 | C. D. Tudelano | 1:1 (Global 2:3) | C. D. Arnedo |  |  |

| Ida; 02 de septiembre de 1987 | A. D. Parla | 2:1 | C. D. Pegaso |  |  |

| Vuelta; 09 de septiembre de 1987 | C. D. Pegaso | 6:1 (Global 7:3) | A. D. Parla |  |  |

| Ida; 02 de septiembre de 1987 | Getafe C. F. | 1:0 | U. B. Conquense |  |  |

| Vuelta; 09 de septiembre de 1987 | U. B. Conquense | 1:1 (Global 1:2) | Getafe C. F. |  |  |

| Ida; 02 de septiembre de 1987 | R. S. D. Alcalá | 0:1 | C. D. Leganés |  |  |

| Vuelta; 09 de septiembre de 1987 | C. D. Leganés | 3:2 (Global 4:2) | R. S. D. Alcalá |  |  |

| Ida; 02 de septiembre de 1987 | S. D. Compostela | 1:3 | C. D. Lugo |  |  |

| Vuelta; 09 de septiembre de 1987 | C. D. Lugo | 0:0 (Global 3:1) | S. D. Compostela |  |  |

| Ida; 02 de septiembre de 1987 | Arosa S. C. | 0:0 | Bergantiños F. C. |  |  |

| Vuelta; 09 de septiembre de 1987 | Bergantiños F. C. | 2:1 (Global 2:1) | Arosa S. C. |  |  |

| Ida; 02 de septiembre de 1987 | Sporting de Gijón Atlético C. F. | 1:1 | Real Avilés Industrial |  |  |

| Vuelta; 08 de septiembre de 1987 | Real Avilés Industrial | 0:0 (t. s.)(5-4 p.)(Global 1:1) | Sporting de Gijón Atlético C. F. |  |  |

| Ida; 02 de septiembre de 1987 | Caudal Deportivo | 1:0 | U. P. Langreo |  |  |

| Vuelta; 09 de septiembre de 1987 | U. P. Langreo | 1:1 (Global 1:2) | Caudal Deportivo |  |  |

| Ida; 02 de septiembre de 1987 | Ayrón Club | 1:0 | R. S. Gimnástica de Torrelavega |  |  |

| Vuelta; 09 de septiembre de 1987 | R. S. Gimnástica de Torrelavega | 4:0 (Global 4:1) | Ayrón Club |  |  |

| Ida; 02 de septiembre de 1987 | C. D. Endesa Andorra | 1:2 | U. D. Fraga |  |  |

| Vuelta; 09 de septiembre de 1987 | U. D. Fraga | 2:2 (Global 4:3) | C. D. Endesa Andorra |  |  |

| Ida; 02 de septiembre de 1987 | F. C. Barcelona Aficionados | 3:2 | C. D. Hospitalet |  |  |

| Vuelta; 09 de septiembre de 1987 | C. D. Hospitalet | 1:1 (Global 3:4) | F. C. Barcelona Aficionados |  |  |

| Ida; 02 de septiembre de 1987 | C. Gimnàstic de Tarragona | 4:1 | C. F. J. Mollerussa |  |  |

| Vuelta; 09 de septiembre de 1987 | C. F. J. Mollerussa | 1:0 (Global 2:4) | C. Gimnàstic de Tarragona |  |  |

| Ida; 02 de septiembre de 1987 | Terrassa F. C. | 2:0 | C. D. Júpiter |  |  |

| Vuelta; 09 de septiembre de 1987 | C. D. Júpiter | 1:1 (Global 1:3) | Terrassa F. C. |  |  |

| Ida; 02 de septiembre de 1987 | Levante U. D. | 4:1 | U. D. Alzira |  |  |

| Vuelta; 09 de septiembre de 1987 | U. D. Alzira | 2:1 (Global 3:5) | Levante U. D. |  |  |

| Ida; 02 de septiembre de 1987 | Cultural D. Leonesa | 1:0 | Real Burgos C. F. |  |  |

| Vuelta; 09 de septiembre de 1987 | Real Burgos C. F. | 2:0 (Global 2:1) | Cultural D. Leonesa |  |  |

| Ida; 02 de septiembre de 1987 | U. D. Melilla | 3:0 | Granada C. F. |  |  |

| Vuelta; 09 de septiembre de 1987 | Granada C. F. | 1:1 (Global 1:4) | U. D. Melilla |  |  |

| Ida; 02 de septiembre de 1987 | C. D. Constancia | 2:1 | S. C. R. Peña Deportiva |  |  |

| Vuelta; 09 de septiembre de 1987 | S. C. R. Peña Deportiva | 0:0 (Global 1:2) | C. D. Constancia |  |  |

| Ida; 02 de septiembre de 1987 | C. Hispano de Castrillón | 2:1 | Club Siero |  |  |

| Vuelta; 08 de septiembre de 1987 | Club Siero | 1:1 (Global 2:3) | C. Hispano de Castrillón |  |  |

| Ida; 02 de septiembre de 1987 | S. D. Unión Club | 3:2 | Santoña C. F. |  |  |

| Vuelta; 09 de septiembre de 1987 | Santoña C. F. | 3:0 (Global 5:3) | S. D. Unión Club |  |  |

| Ida; 02 de septiembre de 1987 | Baracaldo C. F. | 1:1 | S. D. Amorebieta |  |  |

| Vuelta; 09 de septiembre de 1987 | S. D. Amorebieta | 1:3 (Global 2:4) | Baracaldo C. F. |  |  |

| Ida; 02 de septiembre de 1987 | C. D. Binéfar | 2:0 | A. D. Sabiñánigo |  |  |

| Vuelta; 09 de septiembre de 1987 | A. D. Sabiñánigo | 2:1 (Global 2:3) | C. D. Binéfar |  |  |

| Ida; 02 de septiembre de 1987 | Moralo C. P. | 2:0 | Sanvicenteño F. C. |  |  |

| Vuelta; 08 de septiembre de 1987 | Sanvicenteño F. C. | 3:0 (Global 3:2) | Moralo C. P. |  |  |

| Ida; 02 de septiembre de 1987 | U. D. Las Palmas Atlético | 0:3 | C. D. Maspalomas |  |  |

| Vuelta; 09 de septiembre de 1987 | C. D. Maspalomas | 1:1 (Global 4:1) | U. D. Las Palmas Atlético |  |  |

| Ida; 02 de septiembre de 1987 | Linares C. F. | 3:0 | Martos C. D. |  |  |

| Vuelta; 09 de septiembre de 1987 | Martos C. D. | 0:0 (Global 0:3) | Linares C. F. |  |  |

| Ida; 02 de septiembre de 1987 | Algemesí C. F. | 0:3 | C. F. Gandía |  |  |

| Vuelta; 09 de septiembre de 1987 | C. F. Gandía | 4:0 (Global 7:0) | Algemesí C. F. |  |  |

| Ida; 02 de septiembre de 1987 | C. D. Olímpic | 0:2 | C. D. Mestalla |  |  |

| Vuelta; 09 de septiembre de 1987 | C. D. Mestalla | 2:3 (Global 4:3) | C. D. Olímpic |  |  |

| Ida; 02 de septiembre de 1987 | Villarreal C. F. | 2:0 | Benidorm C. D. |  |  |

| Vuelta; 09 de septiembre de 1987 | Benidorm C. D. | 1:1 (Global 1:3) | Villarreal C. F. |  |  |

| Ida; 02 de septiembre de 1987 | C. D. Eldense | 3:0 | C. D. Cieza |  |  |

| Vuelta; 09 de septiembre de 1987 | C. D. Cieza | 1:0 (Global 1:3) | C. D. Eldense |  |  |

| Ida; 02 de septiembre de 1987 | Zamora C. F. | 0:2 | U. D. Salamanca |  |  |

| Vuelta; 08 de septiembre de 1987 | U. D. Salamanca | 4:0 (Global 6:0) | Zamora C. F. |  |  |

| Ida; 02 de septiembre de 1987 | C. D. Ronda | 1:2 | C. P. Almería |  |  |

| Vuelta; 09 de septiembre de 1987 | C. P. Almería | 1:2 (t. s.)(5-3 p.)(Global 3:3) | C. D. Ronda |  |  |

| Ida; 02 de septiembre de 1987 | C. Atlético Marbella | 2:1 | Real Jaén C. F. |  |  |

| Vuelta; 09 de septiembre de 1987 | Real Jaén C. F. | 1:1 (Global 2:3) | C. Atlético Marbella |  |  |

| Ida; 02 de septiembre de 1987 | C. D. Utrera | 1:0 | Ag. D. Ceuta |  |  |

| Vuelta; 09 de septiembre de 1987 | Ag. D. Ceuta | 1:1 (Global 1:2) | C. D. Utrera |  |  |

| Ida; 02 de septiembre de 1987 | Bollullos C. F. | 0:1 | Córdoba C. F. |  |  |

| Vuelta; 08 de septiembre de 1987 | Córdoba C. F. | 1:1 (Global 2:1) | Bollullos C. F. |  |  |

| Ida; 02 de septiembre de 1987 | Atlético Sanluqueño C. F. | 2:1 | Betis Deportivo Balompié |  |  |

| Vuelta; 09 de septiembre de 1987 | Betis Deportivo Balompié | 3:1 (Global 4:3) | Atlético Sanluqueño C. F. |  |  |

| Ida; 02 de septiembre de 1987 | C. D. Atlético Baleares | 1:0 | S. D. Portmany |  |  |

| Vuelta; 09 de septiembre de 1987 | S. D. Portmany | 3:2 (t. s.)(6-5 p.)(Global 3:3) | C. D. Atlético Baleares |  |  |

| Ida; 02 de septiembre de 1987 | C. D. Badajoz | 7:1 | C. F. Extremadura |  |  |

| Vuelta; 09 de septiembre de 1987 | C. F. Extremadura | 2:0 (Global 3:7) | C. D. Badajoz |  |  |

| Ida; 02 de septiembre de 1987 | Torrevieja C. F. | 3:2 | C. D. Torre Pacheco |  |  |

| Vuelta; 09 de septiembre de 1987 | C. D. Torre Pacheco | 2:3 (Global 4:6) | Torrevieja C. F. |  |  |

| Ida; 02 de septiembre de 1987 | S. D. Tenisca | 0:1 | C. D. Mensajero |  |  |

| Vuelta; 09 de septiembre de 1987 | C. D. Mensajero | 1:1 (Global 2:1) | S. D. Tenisca |  |  |

| Ida; 02 de septiembre de 1987 | Sevilla Atlético C. | 2:0 | Cádiz C. F. "B" |  |  |

| Vuelta; 09 de septiembre de 1987 | Cádiz C. F. "B" | 0:2 (Global 0:4) | Sevilla Atlético C. |  |  |

| Ida; 03 de septiembre de 1987 | U. D. Barbastro | 1:3 | C. D. Teruel |  |  |

| Vuelta; 09 de septiembre de 1987 | C. D. Teruel | 4:3 (Global 7:4) | U. D. Barbastro |  |  |

## Segunda ronda

### Cuadro
| Equipo 1                        | Agr.       | Equipo 2                     | Ida | Vuelta |
| ------------------------------- | ---------- | ---------------------------- | --- | ------ |
| C. D. Pegaso                    | 2-6        | C. Atlético Madrileño        | 0-4 | 2-2    |
| C. D. Cristo Olímpico           | 2-3        | U. D. Salamanca              | 1-1 | 1-2    |
| C. D. Basconia                  | (pen.) 2-2 | San Sebastián C. F.          | 0-1 | 2-1    |
| Real Ávila C. F.                | 2-2 (pen.) | Real Burgos C. F.            | 2-1 | 0-1    |
| Torrevieja C. F.                | 0-1        | Albacete Balompié            | 0-0 | 0-1    |
| Bergantiños F. C.               | 2-1        | Pontevedra C. F.             | 2-0 | 0-1    |
| C. D. Lalín                     | 2-4        | C. D. Orense                 | 1-1 | 1-3    |
| C. D. Teruel                    | 3-2        | Deportivo Aragón             | 2-1 | 1-1    |
| C. D. Binéfar                   | 1-4        | U. D. Fraga                  | 0-3 | 1-1    |
| F. C. Barcelona Aficionados     | 5-6        | U. E. Lleida                 | 0-0 | 5-6    |
| C. Gimnàstic de Tarragona       | 6-5        | Terrassa F. C.               | 3-3 | 3-2    |
| Villarreal C. F.                | 2-3        | C. D. Mestalla               | 1-2 | 1-1    |
| C. D. Eldense                   | 3-2        | Lorca Deportiva              | 1-0 | 2-2    |
| Betis Deportivo Balompié        | 0-3        | R. B. Linense                | 0-0 | 0-3    |
| C. D. Mensajero                 | 3-8        | C. D. Tenerife               | 3-2 | 0-6    |
| C. D. Constancia                | 1-3        | U. D. Poblense               | 0-2 | 1-1    |
| C. D. Badía-Cala Millor         | 2-1        | S. D. Portmany               | 1-0 | 1-1    |
| R. S. Gimnástica de Torrelavega | 5-1        | S. D. Rayo Cantabria         | 4-1 | 1-0    |
| Baracaldo C. F.                 | 4-6        | S. D. Eibar                  | 2-3 | 2-3    |
| Caudal Deportivo                | 3-0        | C. Hispano de Castrillón     | 2-0 | 1-0    |
| Levante U. D.                   | (pen.) 0-0 | C. D. Alcoyano               | 0-0 | 0-0    |
| U. D. Melilla                   | 1-1 (pen.) | C. P. Almería                | 1-0 | 0-1    |
| Linares C. F.                   | 4-0        | C. Atlético Marbella         | 3-0 | 1-0    |
| C. D. Utrera                    | 0-1        | Sevilla Atlético C.          | 0-1 | 0-0    |
| C. D. Badajoz                   | 2-1        | U. P. Plasencia              | 2-0 | 0-1    |
| U. D. C. Chantrea               | 3-2        | C. Atlético Osasuna Promesas | 1-0 | 2-2    |
| C. D. Leganés                   | 2-6        | Getafe C. F.                 | 2-2 | 0-4    |
| U. D. Telde                     | 2-3        | C. D. Maspalomas             | 2-1 | 0-2    |

### Partidos
| Ida; 16 de septiembre de 1987 | C. D. Pegaso | 0:4 | C. Atlético Madrileño |  |  |

| Vuelta; 29 de septiembre de 1987 | C. Atlético Madrileño | 2:2 (Global 6:2) | C. D. Pegaso |  |  |

| Ida; 16 de septiembre de 1987 | C. D. Cristo Olímpico | 1:1 | U. D. Salamanca |  |  |

| Vuelta; 29 de septiembre de 1987 | U. D. Salamanca | 2:1 (Global 3:2) | C. D. Cristo Olímpico |  |  |

| Ida; 16 de septiembre de 1987 | C. D. Basconia | 0:1 | San Sebastián C. F. |  |  |

| Vuelta; 30 de septiembre de 1987 | San Sebastián C. F. | 1:2 (t. s.)(3-5 p.)(Global 2:2) | C. D. Basconia |  |  |

| Ida; 16 de septiembre de 1987 | Real Ávila C. F. | 2:1 | Real Burgos C. F. |  |  |

| Vuelta; 29 de septiembre de 1987 | Real Burgos C. F. | 1:0 (t. s.)(13-12 p.)(Global 2:2) | Real Ávila C. F. |  |  |

| Ida; 16 de septiembre de 1987 | Torrevieja C. F. | 0:0 | Albacete Balompié |  |  |

| Vuelta; 29 de septiembre de 1987 | Albacete Balompié | 1:0 (Global 1:0) | Torrevieja C. F. |  |  |

| Ida; 16 de septiembre de 1987 | Bergantiños F. C. | 2:0 | Pontevedra C. F. |  |  |

| Vuelta; 29 de septiembre de 1987 | Pontevedra C. F. | 1:0 (Global 1:2) | Bergantiños F. C. |  |  |

| Ida; 16 de septiembre de 1987 | C. D. Lalín | 1:1 | C. D. Orense |  |  |

| Vuelta; 29 de septiembre de 1987 | C. D. Orense | 3:1 (Global 4:2) | C. D. Lalín |  |  |

| Ida; 16 de septiembre de 1987 | C. D. Teruel | 2:1 | Deportivo Aragón |  |  |

| Vuelta; 30 de septiembre de 1987 | Deportivo Aragón | 1:1 (Global 2:3) | C. D. Teruel |  |  |

| Ida; 15 de septiembre de 1987 | C. D. Binéfar | 0:3 | U. D. Fraga |  |  |

| Vuelta; 29 de septiembre de 1987 | U. D. Fraga | 1:1 (Global 4:1) | C. D. Binéfar |  |  |

| Ida; 16 de septiembre de 1987 | F. C. Barcelona Aficionados | 0:0 | U. E. Lleida |  |  |

| Vuelta; 29 de septiembre de 1987 | U. E. Lleida | 6:5 (Global 6:5) | F. C. Barcelona Aficionados |  |  |

| Ida; 16 de septiembre de 1987 | C. Gimnàstic de Tarragona | 3:3 | Terrassa F. C. |  |  |

| Vuelta; 29 de septiembre de 1987 | Terrassa F. C. | 2:3 (Global 5:6) | C. Gimnàstic de Tarragona |  |  |

| Ida; 16 de septiembre de 1987 | Villarreal C. F. | 1:2 | C. D. Mestalla |  |  |

| Vuelta; 29 de septiembre de 1987 | C. D. Mestalla | 1:1 (Global 3:2) | Villarreal C. F. |  |  |

| Ida; 16 de septiembre de 1987 | C. D. Eldense | 1:0 | Lorca Deportiva |  |  |

| Vuelta; 30 de septiembre de 1987 | Lorca Deportiva | 2:2 (Global 2:3) | C. D. Eldense |  |  |

| Ida; 16 de septiembre de 1987 | Betis Deportivo Balompié | 0:0 | R. B. Linense |  |  |

| Vuelta; 29 de septiembre de 1987 | R. B. Linense | 3:0 (Global 3:0) | Betis Deportivo Balompié |  |  |

| Ida; 16 de septiembre de 1987 | C. D. Mensajero | 3:2 | C. D. Tenerife |  |  |

| Vuelta; 30 de septiembre de 1987 | C. D. Tenerife | 6:0 (Global 8:3) | C. D. Mensajero |  |  |

| Ida; 16 de septiembre de 1987 | C. D. Constancia | 0:2 | U. D. Poblense |  |  |

| Vuelta; 30 de septiembre de 1987 | U. D. Poblense | 1:1 (Global 3:1) | C. D. Constancia |  |  |

| Ida; 16 de septiembre de 1987 | C. D. Badía-Cala Millor | 1:0 | S. D. Portmany |  |  |

| Vuelta; 29 de septiembre de 1987 | S. D. Portmany | 1:1 (Global 1:2) | C. D. Badía-Cala Millor |  |  |

| Ida; 16 de septiembre de 1987 | R. S. Gimnástica de Torrelavega | 4:1 | S. D. Rayo Cantabria |  |  |

| Vuelta; 29 de septiembre de 1987 | S. D. Rayo Cantabria | 0:1 (Global 1:5) | R. S. Gimnástica de Torrelavega |  |  |

| Ida; 16 de septiembre de 1987 | Baracaldo C. F. | 2:3 | S. D. Eibar |  |  |

| Vuelta; 29 de septiembre de 1987 | S. D. Eibar | 3:2 (Global 6:4) | Baracaldo C. F. |  |  |

| Ida; 17 de septiembre de 1987 | Caudal Deportivo | 2:0 | C. Hispano de Castrillón |  |  |

| Vuelta; 23 de septiembre de 1987 | C. Hispano de Castrillón | 0:1 (Global 0:3) | Caudal Deportivo |  |  |

| Ida; 17 de septiembre de 1987 | Levante U. D. | 0:0 | C. D. Alcoyano |  |  |

| Vuelta; 29 de septiembre de 1987 | C. D. Alcoyano | 0:0 (t. s.)(4-5 p.)(Global 0:0) | Levante U. D. |  |  |

| Ida; 17 de septiembre de 1987 | U. D. Melilla | 1:0 | C. P. Almería |  |  |

| Vuelta; 29 de septiembre de 1987 | C. P. Almería | 1:0 (t. s.)(5-3 p.)(Global 1:1) | U. D. Melilla |  |  |

| Ida; 17 de septiembre de 1987 | Linares C. F. | 3:0 | C. Atlético Marbella |  |  |

| Vuelta; 29 de septiembre de 1987 | C. Atlético Marbella | 0:1 (Global 0:4) | Linares C. F. |  |  |

| Ida; 17 de septiembre de 1987 | C. D. Utrera | 0:1 | Sevilla Atlético C. |  |  |

| Vuelta; 29 de septiembre de 1987 | Sevilla Atlético C. | 0:0 (Global 1:0) | C. D. Utrera |  |  |

| Ida; 17 de septiembre de 1987 | C. D. Badajoz | 2:0 | U. P. Plasencia |  |  |

| Vuelta; 30 de septiembre de 1987 | U. P. Plasencia | 1:0 (Global 1:2) | C. D. Badajoz |  |  |

| Ida; 16 de septiembre de 1987 | U. D. C. Chantrea | 1:0 | C. Atlético Osasuna Promesas |  |  |

| Vuelta; 29 de septiembre de 1987 | C. Atlético Osasuna Promesas | 2:2 (Global 2:3) | U. D. C. Chantrea |  |  |

| Ida; 24 de septiembre de 1987 | C. D. Leganés | 2:2 | Getafe C. F. |  |  |

| Vuelta; 29 de septiembre de 1987 | Getafe C. F. | 4:0 (Global 6:2) | C. D. Leganés |  |  |

| Ida; 22 de septiembre de 1987 | U. D. Telde | 2:1 | C. D. Maspalomas |  |  |

| Vuelta; 29 de septiembre de 1987 | C. D. Maspalomas | 2:0 (Global 3:2) | U. D. Telde |  |  |

## Tercera ronda

### Cuadro
| Equipo 1                        | Agr.       | Equipo 2                   | Ida | Vuelta |
| ------------------------------- | ---------- | -------------------------- | --- | ------ |
| Albacete Balompié               | 2-5        | U. E. Figueres             | 0-3 | 2-2    |
| C. P. Almería                   | 1-9        | Castilla C. F.             | 0-3 | 1-6    |
| C. D. Arnedo                    | 3-2        | C. D. Lugo                 | 2-1 | 1-1    |
| C. Atlético Madrileño           | 3-6        | Elche C. F.                | 0-1 | 3-5    |
| Real Avilés Industrial          | 2-3        | C. D. Eldense              | 2-1 | 0-2    |
| C. D. Badajoz                   | 1-3        | C. D. Orense               | 0-1 | 1-2    |
| C. D. Badía-Cala Millor         | 1-3        | C. D. Castellón            | 0-1 | 1-2    |
| C. D. Basconia                  | 1-1 (pen.) | Bergantiños F. C.          | 0-0 | 1-1    |
| Bilbao Athletic C.              | 4-0        | Sevilla Atlético C.        | 3-0 | 1-0    |
| U. D. C. Chantrea               | 2-8        | R. C. Celta de Vigo        | 2-1 | 0-7    |
| Córdoba C. F.                   | 3-2        | Xerez C. D.                | 2-0 | 1-2    |
| S. D. Eibar                     | 1-6        | Real Oviedo C. F.          | 1-1 | 0-5    |
| U. D. Fraga                     | 1-3        | Real Burgos C. F.          | 0-1 | 1-2    |
| C. F. Gandía                    | 1-3        | A. D. Rayo Vallecano       | 1-1 | 0-2    |
| Getafe C. F.                    | 4-2        | R. C. D. Coruña            | 2-0 | 2-2    |
| Levante U. D.                   | 2-6        | C. D. Logroñés             | 0-1 | 2-5    |
| R. B. Linense                   | 2-3        | Cartagena F. C.            | 2-2 | 0-1    |
| U. E. Lleida                    | 1-4        | F. C. Barcelona Atlético   | 0-1 | 1-3    |
| C. D. Maspalomas                | 0-3        | Valencia C. F.             | 0-1 | 0-2    |
| C. D. Mestalla                  | 4-11       | R. C. Recreativo de Huelva | 1-3 | 3-8    |
| U. D. Poblense                  | 2-4        | Hércules C. F.             | 1-0 | 1-4    |
| Santoña C. F.                   | 0-7        | Linares C. F.              | 0-2 | 0-5    |
| Sanvicenteño F. C.              | 0-5        | U. D. Salamanca            | 0-0 | 0-5    |
| C. Gimnàstic de Tarragona       | 1-0        | Caudal Deportivo           | 1-0 | 0-0    |
| R. S. Gimnástica de Torrelavega | [ 1 ]      | C. D. Tenerife             |     |        |
| C. D. Teruel                    | 2-4        | C. D. Málaga               | 2-1 | 0-3    |

1. ↑  La R. S. Gimnástica de Torrelavega se retiró de la competición al rechazar la RFEF su petición de jugar a las 20:00 en su terreno de juego, por no estár homologada la iluminación de El Malecón

### Partidos
| Ida; 07 de octubre de 1987 | Albacete Balompié | 0:3 | U. E. Figueres |  |  |

| Vuelta; 21 de octubre de 1987 | U. E. Figueres | 2:2 (Global 5:2) | Albacete Balompié |  |  |

| Ida; 07 de octubre de 1987 | C. P. Almería | 0:3 | Castilla C. F. |  |  |

| Vuelta; 21 de octubre de 1987 | Castilla C. F. | 6:1 (Global 9:1) | C. P. Almería |  |  |

| Ida; 07 de octubre de 1987 | C. D. Arnedo | 2:1 | C. D. Lugo |  |  |

| Vuelta; 21 de octubre de 1987 | C. D. Lugo | 1:1 (Global 2:3) | C. D. Arnedo |  |  |

| Ida; 07 de octubre de 1987 | C. Atlético Madrileño | 0:1 | Elche C. F. |  |  |

| Vuelta; 20 de octubre de 1987 | Elche C. F. | 5:3 (Global 6:3) | C. Atlético Madrileño |  |  |

| Ida; 07 de octubre de 1987 | Real Avilés Industrial | 2:1 | C. D. Eldense |  |  |

| Vuelta; 20 de octubre de 1987 | C. D. Eldense | 2:0 (Global 3:2) | Real Avilés Industrial |  |  |

| Ida; 07 de octubre de 1987 | C. D. Badajoz | 0:1 | C. D. Orense |  |  |

| Vuelta; 20 de octubre de 1987 | C. D. Orense | 2:1 (Global 3:1) | C. D. Badajoz |  |  |

| Ida; 07 de octubre de 1987 | C. D. Badía-Cala Millor | 0:1 | C. D. Castellón |  |  |

| Vuelta; 20 de octubre de 1987 | C. D. Castellón | 2:1 (Global 3:1) | C. D. Badía-Cala Millor |  |  |

| Ida; 07 de octubre de 1987 | C. D. Basconia | 0:0 | Bergantiños F. C. |  |  |

| Vuelta; 21 de octubre de 1987 | Bergantiños F. C. | 1:1 (t. s.)(4-2 p.)(Global 1:1) | C. D. Basconia |  |  |

| Ida; 07 de octubre de 1987 | Bilbao Athletic C. | 3:0 | Sevilla Atlético C. |  |  |

| Vuelta; 21 de octubre de 1987 | Sevilla Atlético C. | 0:1 (Global 0:4) | Bilbao Athletic C. |  |  |

| Ida; 07 de octubre de 1987 | U. D. C. Chantrea | 2:1 | R. C. Celta de Vigo |  |  |

| Vuelta; 21 de octubre de 1987 | R. C. Celta de Vigo | 7:0 (Global 8:2) | U. D. C. Chantrea |  |  |

| Ida; 07 de octubre de 1987 | Córdoba C. F. | 2:0 | Xerez C. D. |  |  |

| Vuelta; 22 de octubre de 1987 | Xerez C. D. | 2:1 (Global 2:3) | Córdoba C. F. |  |  |

| Ida; 07 de octubre de 1987 | S. D. Eibar | 1:1 | Real Oviedo C. F. |  |  |

| Vuelta; 20 de octubre de 1987 | Real Oviedo C. F. | 5:0 (Global 6:1) | S. D. Eibar |  |  |

| Ida; 07 de octubre de 1987 | U. D. Fraga | 0:1 | Real Burgos C. F. |  |  |

| Vuelta; 20 de octubre de 1987 | Real Burgos C. F. | 2:1 (Global 3:1) | U. D. Fraga |  |  |

| Ida; 07 de octubre de 1987 | C. F. Gandía | 1:1 | A. D. Rayo Vallecano |  |  |

| Vuelta; 21 de octubre de 1987 | A. D. Rayo Vallecano | 2:0 (Global 3:1) | C. F. Gandía |  |  |

| Ida; 07 de octubre de 1987 | Getafe C. F. | 2:0 | R. C. D. Coruña |  |  |

| Vuelta; 21 de octubre de 1987 | R. C. D. Coruña | 2:2 (Global 2:4) | Getafe C. F. |  |  |

| Ida; 07 de octubre de 1987 | Levante U. D. | 0:1 | C. D. Logroñés |  |  |

| Vuelta; 20 de octubre de 1987 | C. D. Logroñés | 5:2 (Global 6:2) | Levante U. D. |  |  |

| Ida; 07 de octubre de 1987 | R. B. Linense | 2:2 | Cartagena F. C. |  |  |

| Vuelta; 21 de octubre de 1987 | Cartagena F. C. | 1:0 (Global 3:2) | R. B. Linense |  |  |

| Ida; 07 de octubre de 1987 | U. E. Lleida | 0:1 | F. C. Barcelona Atlético |  |  |

| Vuelta; 21 de octubre de 1987 | F. C. Barcelona Atlético | 3:1 (Global 4:1) | U. E. Lleida |  |  |

| Ida; 07 de octubre de 1987 | C. D. Maspalomas | 0:1 | Valencia C. F. |  |  |

| Vuelta; 22 de octubre de 1987 | Valencia C. F. | 2:0 (Global 3:0) | C. D. Maspalomas |  |  |

| Ida; 06 de octubre de 1987 | C. D. Mestalla | 1:3 | R. C. Recreativo de Huelva |  |  |

| Vuelta; 20 de octubre de 1987 | R. C. Recreativo de Huelva | 8:3 (Global 11:4) | C. D. Mestalla |  |  |

| Ida; 07 de octubre de 1987 | U. D. Poblense | 1:0 | Hércules C. F. |  |  |

| Vuelta; 22 de octubre de 1987 | Hércules C. F. | 4:1 (Global 4:2) | U. D. Poblense |  |  |

| Ida; 07 de octubre de 1987 | Santoña C. F. | 0:2 | Linares C. F. |  |  |

| Vuelta; 20 de octubre de 1987 | Linares C. F. | 5:0 (Global 7:0) | Santoña C. F. |  |  |

| Ida; 07 de octubre de 1987 | Sanvicenteño F. C. | 0:0 | U. D. Salamanca |  |  |

| Vuelta; 21 de octubre de 1987 | U. D. Salamanca | 5:0 (Global 5:0) | Sanvicenteño F. C. |  |  |

| Ida; 07 de octubre de 1987 | C. Gimnàstic de Tarragona | 1:0 | Caudal Deportivo |  |  |

| Vuelta; 22 de octubre de 1987 | Caudal Deportivo | 0:0 (Global 0:1) | C. Gimnàstic de Tarragona |  |  |

| Ida; 07 de octubre de 1987 | C. D. Teruel | 2:1 | C. D. Málaga |  |  |

| Vuelta; 21 de octubre de 1987 | C. D. Málaga | 3:0 (Global 4:2) | C. D. Teruel |  |  |

## Cuarta ronda

### Cuadro
| Equipo 1                  | Agr.       | Equipo 2                   | Ida | Vuelta |
| ------------------------- | ---------- | -------------------------- | --- | ------ |
| C. D. Arnedo              | 2-9        | Hércules C. F.             | 2-3 | 0-6    |
| Real Burgos C. F.         | 2-3        | Cartagena F. C.            | 0-0 | 2-3    |
| C. D. Castellón           | (pen.) 3-3 | C. D. Logroñés             | 2-0 | 1-3    |
| Córdoba C. F.             | 2-4        | Castilla C. F.             | 2-0 | 0-4    |
| Elche C. F.               | 2-1        | C. D. Málaga               | 2-0 | 0-1    |
| C. D. Eldense             | 2-1        | Bilbao Athletic C.         | 0-0 | 2-1    |
| Getafe C. F.              | 1-4        | Sestao S. C.               | 1-0 | 0-4    |
| Linares C. F.             | (pen.) 3-3 | Real Oviedo C. F.          | 1-1 | 2-2    |
| C. D. Orense              | 0-4        | R. C. Recreativo de Huelva | 0-2 | 0-2    |
| A. D. Rayo Vallecano      | 7-5        | Bergantiños F. C.          | 3-2 | 4-3    |
| U. D. Salamanca           | 1-3        | Valencia C. F.             | 0-2 | 1-1    |
| C. Gimnàstic de Tarragona | 3-9        | R. C. Celta de Vigo        | 1-1 | 2-8    |
| C. D. Tenerife            | 2-4        | F. C. Barcelona Atlético   | 0-1 | 2-3    |

### Partidos
| Ida; 28 de octubre de 1987 | C. D. Arnedo | 2:3 | Hércules C. F. |  |  |

| Vuelta; 05 de noviembre de 1987 | Hércules C. F. | 6:0 (Global 9:2) | C. D. Arnedo |  |  |

| Ida; 27 de octubre de 1987 | Real Burgos C. F. | 0:0 | Cartagena F. C. |  |  |

| Vuelta; 11 de noviembre de 1987 | Cartagena F. C. | 3:2 (Global 3:2) | Real Burgos C. F. |  |  |

| Ida; 28 de octubre de 1987 | C. D. Castellón | 2:0 | C. D. Logroñés |  |  |

| Vuelta; 03 de noviembre de 1987 | C. D. Logroñés | 3:1 (t. s.)(3-4 p.)(Global 3:3) | C. D. Castellón |  |  |

| Ida; 28 de octubre de 1987 | Córdoba C. F. | 2:0 | Castilla C. F. |  |  |

| Vuelta; 04 de noviembre de 1987 | Castilla C. F. | 4:0 (Global 4:2) | Córdoba C. F. |  |  |

| Ida; 28 de octubre de 1987 | Elche C. F. | 2:0 | C. D. Málaga |  |  |

| Vuelta; 05 de noviembre de 1987 | C. D. Málaga | 1:0 (Global 1:2) | Elche C. F. |  |  |

| Ida; 28 de octubre de 1987 | C. D. Eldense | 0:0 | Bilbao Athletic C. |  |  |

| Vuelta; 04 de noviembre de 1987 | Bilbao Athletic C. | 1:2 (Global 1:2) | C. D. Eldense |  |  |

| Ida; 28 de octubre de 1987 | Getafe C. F. | 1:0 | Sestao S. C. |  |  |

| Vuelta; 04 de noviembre de 1987 | Sestao S. C. | 4:0 (Global 4:1) | Getafe C. F. |  |  |

| Ida; 27 de octubre de 1987 | Linares C. F. | 1:1 | Real Oviedo C. F. |  |  |

| Vuelta; 03 de noviembre de 1987 | Real Oviedo C. F. | 2:2 (t. s.)(1-3 p.)(Global 3:3) | Linares C. F. |  |  |

| Ida; 28 de octubre de 1987 | C. D. Orense | 0:2 | R. C. Recreativo de Huelva |  |  |

| Vuelta; 04 de noviembre de 1987 | R. C. Recreativo de Huelva | 2:0 (Global 4:0) | C. D. Orense |  |  |

| Ida; 29 de octubre de 1987 | A. D. Rayo Vallecano | 3:2 | Bergantiños F. C. |  |  |

| Vuelta; 05 de noviembre de 1987 | Bergantiños F. C. | 3:4 (Global 5:7) | A. D. Rayo Vallecano |  |  |

| Ida; 27 de octubre de 1987 | U. D. Salamanca | 0:2 | Valencia C. F. |  |  |

| Vuelta; 03 de noviembre de 1987 | Valencia C. F. | 1:1 (Global 3:1) | U. D. Salamanca |  |  |

| Ida; 27 de octubre de 1987 | C. Gimnàstic de Tarragona | 1:1 | R. C. Celta de Vigo |  |  |

| Vuelta; 04 de noviembre de 1987 | R. C. Celta de Vigo | 8:2 (Global 9:3) | C. Gimnàstic de Tarragona |  |  |

| Ida; 28 de octubre de 1987 | C. D. Tenerife | 0:1 | F. C. Barcelona Atlético |  |  |

| Vuelta; 05 de noviembre de 1987 | F. C. Barcelona Atlético | 3:2 (Global 4:2) | C. D. Tenerife |  |  |

## Dieciseisavos de final

### Cuadro
| Equipo 1                   | Agr.       | Equipo 2                  | Ida | Vuelta |
| -------------------------- | ---------- | ------------------------- | --- | ------ |
| F. C. Barcelona            | 5-0        | Real Murcia C. F.         | 2-0 | 3-0    |
| F. C. Barcelona Atlético   | 0-5        | R. Sporting de Gijón      | 0-2 | 0-3    |
| Cartagena F. C.            | 1-2        | Real Sociedad de F.       | 1-0 | 0-2    |
| C. D. Castellón            | 3-0        | R. Racing C. de Santander | 1-0 | 2-0    |
| Castilla C. F.             | 4-1        | R. C. D. Mallorca         | 2-0 | 2-1    |
| R. C. Celta de Vigo        | 1-0        | Real Zaragoza C. D.       | 1-0 | 0-0    |
| Elche C. F.                | 2-2 (pen.) | C. Atlético de Madrid     | 1-0 | 1-2    |
| C. D. Eldense              | 1-3        | Real Betis Balompié       | 0-0 | 1-3    |
| U. E. Figueres             | 1-1 (pen.) | C. E. Sabadell F. C.      | 1-0 | 0-1    |
| Hércules C. F.             | 3-4        | R. C. D. Español          | 2-3 | 1-1    |
| Linares C. F.              | 0-3        | Athletic Club             | 0-2 | 0-1    |
| R. C. Recreativo de Huelva | 1-3        | Cádiz C. F.               | 1-3 | 0-0    |
| A. D. Rayo Vallecano       | 2-4        | U. D. Las Palmas          | 1-3 | 1-1    |
| Sestao S. C.               | 0-3        | Real Madrid C. F.         | 0-0 | 0-3    |
| Valencia C. F.             | 0-3        | Sevilla F. C.             | 0-0 | 0-3    |
| Real Valladolid Deportivo  | 1-1 (pen.) | C. Atlético Osasuna       | 0-0 | 1-1    |

### Partidos
| Ida; 11 de noviembre de 1987 | F. C. Barcelona | 2:0 | Real Murcia C. F. |  |  |

| Vuelta; 02 de diciembre de 1987 | Real Murcia C. F. | 0:3 (Global 0:5) | F. C. Barcelona |  |  |

| Ida; 12 de noviembre de 1987 | F. C. Barcelona Atlético | 0:2 | R. Sporting de Gijón |  |  |

| Vuelta; 02 de diciembre de 1987 | R. Sporting de Gijón | 3:0 (Global 5:0) | F. C. Barcelona Atlético |  |  |

| Ida; 03 de diciembre de 1987 | Cartagena F. C. | 1:0 | Real Sociedad de F. |  |  |

| Vuelta; 09 de diciembre de 1987 | Real Sociedad de F. | 2:0 (Global 2:1) | Cartagena F. C. |  |  |

| Ida; 11 de noviembre de 1987 | C. D. Castellón | 1:0 | R. Racing C. de Santander |  |  |

| Vuelta; 02 de diciembre de 1987 | R. Racing C. de Santander | 0:2 (Global 0:3) | C. D. Castellón |  |  |

| Ida; 11 de noviembre de 1987 | Castilla C. F. | 2:0 | R. C. D. Mallorca |  |  |

| Vuelta; 02 de diciembre de 1987 | R. C. D. Mallorca | 1:2 (Global 1:4) | Castilla C. F. |  |  |

| Ida; 11 de noviembre de 1987 | R. C. Celta de Vigo | 1:0 | Real Zaragoza C. D. |  |  |

| Vuelta; 02 de diciembre de 1987 | Real Zaragoza C. D. | 0:0 (Global 0:1) | R. C. Celta de Vigo |  |  |

| Ida; 12 de noviembre de 1987 | Elche C. F. | 1:0 | C. Atlético de Madrid |  |  |

| Vuelta; 02 de diciembre de 1987 | C. Atlético de Madrid | 2:1 (t. s.)(7-6 p.)(Global 2:2) | Elche C. F. |  |  |

| Ida; 11 de noviembre de 1987 | C. D. Eldense | 0:0 | Real Betis Balompié |  |  |

| Vuelta; 02 de diciembre de 1987 | Real Betis Balompié | 3:1 (Global 3:1) | C. D. Eldense |  |  |

| Ida; 11 de noviembre de 1987 | U. E. Figueres | 1:0 | C. E. Sabadell F. C. |  |  |

| Vuelta; 02 de diciembre de 1987 | C. E. Sabadell F. C. | 1:0 (t. s.)(4-2 p.)(Global 1:1) | U. E. Figueres |  |  |

| Ida; 11 de noviembre de 1987 | Hércules C. F. | 2:3 | R. C. D. Español |  |  |

| Vuelta; 02 de diciembre de 1987 | R. C. D. Español | 1:1 (Global 4:3) | Hércules C. F. |  |  |

| Ida; 11 de noviembre de 1987 | Linares C. F. | 0:2 | Athletic Club |  |  |

| Vuelta; 02 de diciembre de 1987 | Athletic Club | 1:0 (Global 3:0) | Linares C. F. |  |  |

| Ida; 11 de noviembre de 1987 | R. C. Recreativo de Huelva | 1:3 | Cádiz C. F. |  |  |

| Vuelta; 02 de diciembre de 1987 | Cádiz C. F. | 0:0 (Global 3:1) | R. C. Recreativo de Huelva |  |  |

| Ida; 11 de noviembre de 1987 | A. D. Rayo Vallecano | 1:3 | U. D. Las Palmas |  |  |

| Vuelta; 24 de noviembre de 1987 | U. D. Las Palmas | 1:1 (Global 4:2) | A. D. Rayo Vallecano |  |  |

| Ida; 11 de noviembre de 1987 | Sestao S. C. | 0:0 | Real Madrid C. F. |  |  |

| Vuelta; 25 de noviembre de 1987 | Real Madrid C. F. | 3:0 (Global 3:0) | Sestao S. C. |  |  |

| Ida; 11 de noviembre de 1987 | Valencia C. F. | 0:0 | Sevilla F. C. |  |  |

| Vuelta; 02 de diciembre de 1987 | Sevilla F. C. | 3:0 (Global 3:0) | Valencia C. F. |  |  |

| Ida; 11 de noviembre de 1987 | Real Valladolid Deportivo | 0:0 | C. Atlético Osasuna |  |  |

| Vuelta; 02 de diciembre de 1987 | C. Atlético Osasuna | 1:1 (t. s.)(5-4 p.)(Global 1:1) | Real Valladolid Deportivo |  |  |

## Octavos de final

### Cuadro
| Equipo 1              | Agr.       | Equipo 2            | Ida | Vuelta |
| --------------------- | ---------- | ------------------- | --- | ------ |
| C. Atlético de Madrid | 3-1        | U. D. Las Palmas    | 0-0 | 3-1    |
| Cádiz C. F.           | 3-5        | Real Madrid C. F.   | 1-1 | 2-4    |
| Castilla C. F.        | (pen.) 3-3 | Athletic Club       | 2-1 | 1-2    |
| R. C. D. Español      | 1-4        | F. C. Barcelona     | 1-3 | 0-1    |
| C. Atlético Osasuna   | 3-0        | R. C. Celta de Vigo | 2-0 | 1-0    |
| C. E. Sabadell F. C.  | 1-0        | Real Betis Balompié | 0-0 | 1-0    |
| Sevilla F. C.         | 2-3        | C. D. Castellón     | 1-1 | 1-2    |
| R. Sporting de Gijón  | 0-4        | Real Sociedad de F. | 0-0 | 0-4    |

### Partidos
| Ida; 16 de diciembre de 1987 | C. Atlético de Madrid | 0:0 | U. D. Las Palmas |  |  |

| Vuelta; 06 de enero de 1988 | U. D. Las Palmas | 1:3 (Global 1:3) | C. Atlético de Madrid |  |  |

| Ida; 16 de diciembre de 1987 | Cádiz C. F. | 1:1 | Real Madrid C. F. |  |  |

| Vuelta; 06 de enero de 1988 | Real Madrid C. F. | 4:2 (Global 5:3) | Cádiz C. F. |  |  |

| Ida; 15 de diciembre de 1987 | Castilla C. F. | 2:1 | Athletic Club |  |  |

| Vuelta; 06 de enero de 1988 | Athletic Club | 2:1 (t. s.)(6-7 p.)(Global 3:3) | Castilla C. F. |  |  |

| Ida; 16 de diciembre de 1987 | R. C. D. Español | 1:3 | F. C. Barcelona |  |  |

| Vuelta; 06 de enero de 1988 | F. C. Barcelona | 1:0 (Global 4:1) | R. C. D. Español |  |  |

| Ida; 16 de diciembre de 1987 | C. Atlético Osasuna | 2:0 | R. C. Celta de Vigo |  |  |

| Vuelta; 06 de enero de 1988 | R. C. Celta de Vigo | 0:1 (Global 0:3) | C. Atlético Osasuna |  |  |

| Ida; 16 de diciembre de 1987 | C. E. Sabadell F. C. | 0:0 | Real Betis Balompié |  |  |

| Vuelta; 06 de enero de 1988 | Real Betis Balompié | 0:1 (Global 0:1) | C. E. Sabadell F. C. |  |  |

| Ida; 30 de diciembre de 1987 | Sevilla F. C. | 1:1 | C. D. Castellón |  |  |

| Vuelta; 06 de enero de 1988 | C. D. Castellón | 2:1 (Global 3:2) | Sevilla F. C. |  |  |

| Ida; 16 de diciembre de 1987 | R. Sporting de Gijón | 0:0 | Real Sociedad de F. |  |  |

| Vuelta; 06 de enero de 1988 | Real Sociedad de F. | 4:0 (Global 4:0) | R. Sporting de Gijón |  |  |

## Cuartos de final

### Cuadro
| Equipo 1              | Agr. | Equipo 2            | Ida | Vuelta |
| --------------------- | ---- | ------------------- | --- | ------ |
| C. Atlético de Madrid | 3-4  | Real Sociedad de F. | 2-1 | 1-3    |
| C. D. Castellón       | 1-3  | F. C. Barcelona     | 1-1 | 0-2    |
| Castilla C. F.        | 1-3  | C. Atlético Osasuna | 0-0 | 1-3    |
| C. E. Sabadell F. C.  | 3-4  | Real Madrid C. F.   | 3-2 | 0-2    |

### Partidos
| Ida; 13 de enero de 1988 | C. Atlético de Madrid | 2:1 | Real Sociedad de F. |  |  |

| Vuelta; 21 de enero de 1988 | Real Sociedad de F. | 3:1 (Global 4:3) | C. Atlético de Madrid |  |  |

| Ida; 13 de enero de 1988 | C. D. Castellón | 1:1 | F. C. Barcelona |  |  |

| Vuelta; 20 de enero de 1988 | F. C. Barcelona | 2:0 (Global 3:1) | C. D. Castellón |  |  |

| Ida; 13 de enero de 1988 | Castilla C. F. | 0:0 | C. Atlético Osasuna |  |  |

| Vuelta; 20 de enero de 1988 | C. Atlético Osasuna | 3:1 (Global 3:1) | Castilla C. F. |  |  |

| Ida; 13 de enero de 1988 | C. E. Sabadell F. C. | 3:2 | Real Madrid C. F. |  |  |

| Vuelta; 20 de enero de 1988 | Real Madrid C. F. | 2:0 (Global 4:3) | C. E. Sabadell F. C. |  |  |

## Semifinales

### Cuadro
| Equipo 1            | Agr. | Equipo 2          | Ida | Vuelta |
| ------------------- | ---- | ----------------- | --- | ------ |
| C. Atlético Osasuna | 0-3  | F. C. Barcelona   | 0-0 | 0-3    |
| Real Sociedad de F. | 5-0  | Real Madrid C. F. | 1-0 | 4-0    |

### Partidos
| Ida; 03 de febrero de 1988 | C. Atlético Osasuna | 0:0 | F. C. Barcelona |  |  |

| Vuelta; 17 de febrero de 1988 | F. C. Barcelona | 3:0 (Global 3:0) | C. Atlético Osasuna |  |  |

| Ida; 03 de febrero de 1988 | Real Sociedad de F. | 1:0 | Real Madrid C. F. |  |  |

| Vuelta; 18 de febrero de 1988 | Real Madrid C. F. | 0:4 (Global 0:5) | Real Sociedad de F. |  |  |

## Final
La final de la Copa del Rey 1987-88 tuvo lugar el 30 de marzo de 1988 en el estadio Santiago Bernabéu de Madrid.
| Miércoles 30 de marzo de 1988 | F. C. Barcelona | 1:0     | Real Sociedad | Estadio Santiago Bernabéu, Madrid                                |                                                                  |
| 20:30                         | Alexanko 61'    | Reporte |               | Asistencia: 70 000 espectadores Árbitro(s): Joaquín Ramos Marcos | Asistencia: 70 000 espectadores Árbitro(s): Joaquín Ramos Marcos |

| 1  | POR | Andoni Zubizarreta  |     |
| 2  | DEF | Gerardo Miranda     |     |
| 3  | DEF | Migueli             |     |
| 6  | DEF | José Ramón Alexanko |     |
| 4  | DEF | Julio Alberto       |     |
| 11 | MED | Urbano Ortega       |     |
| 9  | MED | Robert Fernández    |     |
| 8  | MED | Bernd Schuster      |     |
| 5  | MED | Victor Muñoz        | 56' |
| 7  | DEL | Lobo Carrasco       |     |
| 10 | DEL | Gary Lineker        |     |
| DT | DT  | Luis Aragonés       |     |

| 1  | POR | Luis Arconada            |     |
| 2  | DEF | Santi Bakero             | 64' |
| 5  | DEF | Alberto Górriz           |     |
| 4  | DEF | Juan Antonio Larrañaga   |     |
| 6  | DEF | Agustín Gajate           |     |
| 3  | DEF | Luis María López Rekarte |     |
| 7  | MED | José Miguel Zúñiga       | 70' |
| 8  | MED | José Mari Bakero         |     |
| 10 | MED | Jesús María Zamora       |     |
| 9  | DEL | Loren Juarros            |     |
| 11 | DEL | Txiki Begiristain        |     |
| DT | DT  | John Benjamin Toshack    |     |

| 14 | MED | Ramón Calderé | 56' |

| 15 | MED | Jokin Uría     | 64' |
| 14 | DEL | Miguel Fuentes | 70' |

|  | 61' | José Ramón Alexanko | 1-0 |

|  |

|  | 34' | Lobo Carrasco  |
|  | 88' | Bernd Schuster |

|  | 39' | Luis María López Rekarte |
|  | 74' | Luis Arconada            |
|  | 83' | Alberto Górriz           |

| Árbitro: | Joaquín Ramos Marcos |

| 1  | POR | Andoni Zubizarreta  |     |
| 2  | DEF | Gerardo Miranda     |     |
| 3  | DEF | Migueli             |     |
| 6  | DEF | José Ramón Alexanko |     |
| 4  | DEF | Julio Alberto       |     |
| 11 | MED | Urbano Ortega       |     |
| 9  | MED | Robert Fernández    |     |
| 8  | MED | Bernd Schuster      |     |
| 5  | MED | Victor Muñoz        | 56' |
| 7  | DEL | Lobo Carrasco       |     |
| 10 | DEL | Gary Lineker        |     |
| DT | DT  | Luis Aragonés       |     |

| 1  | POR | Luis Arconada            |     |
| 2  | DEF | Santi Bakero             | 64' |
| 5  | DEF | Alberto Górriz           |     |
| 4  | DEF | Juan Antonio Larrañaga   |     |
| 6  | DEF | Agustín Gajate           |     |
| 3  | DEF | Luis María López Rekarte |     |
| 7  | MED | José Miguel Zúñiga       | 70' |
| 8  | MED | José Mari Bakero         |     |
| 10 | MED | Jesús María Zamora       |     |
| 9  | DEL | Loren Juarros            |     |
| 11 | DEL | Txiki Begiristain        |     |
| DT | DT  | John Benjamin Toshack    |     |

| 14 | MED | Ramón Calderé | 56' |

| 15 | MED | Jokin Uría     | 64' |
| 14 | DEL | Miguel Fuentes | 70' |

|  | 61' | José Ramón Alexanko | 1-0 |

|  |

|  | 34' | Lobo Carrasco  |
|  | 88' | Bernd Schuster |

|  | 39' | Luis María López Rekarte |
|  | 74' | Luis Arconada            |
|  | 83' | Alberto Górriz           |

| Árbitro: | Joaquín Ramos Marcos |

|                         |
|                         |
| Campeón F. C. Barcelona |
| 21.er título            |